# لوحة المفاتيح المسقطة

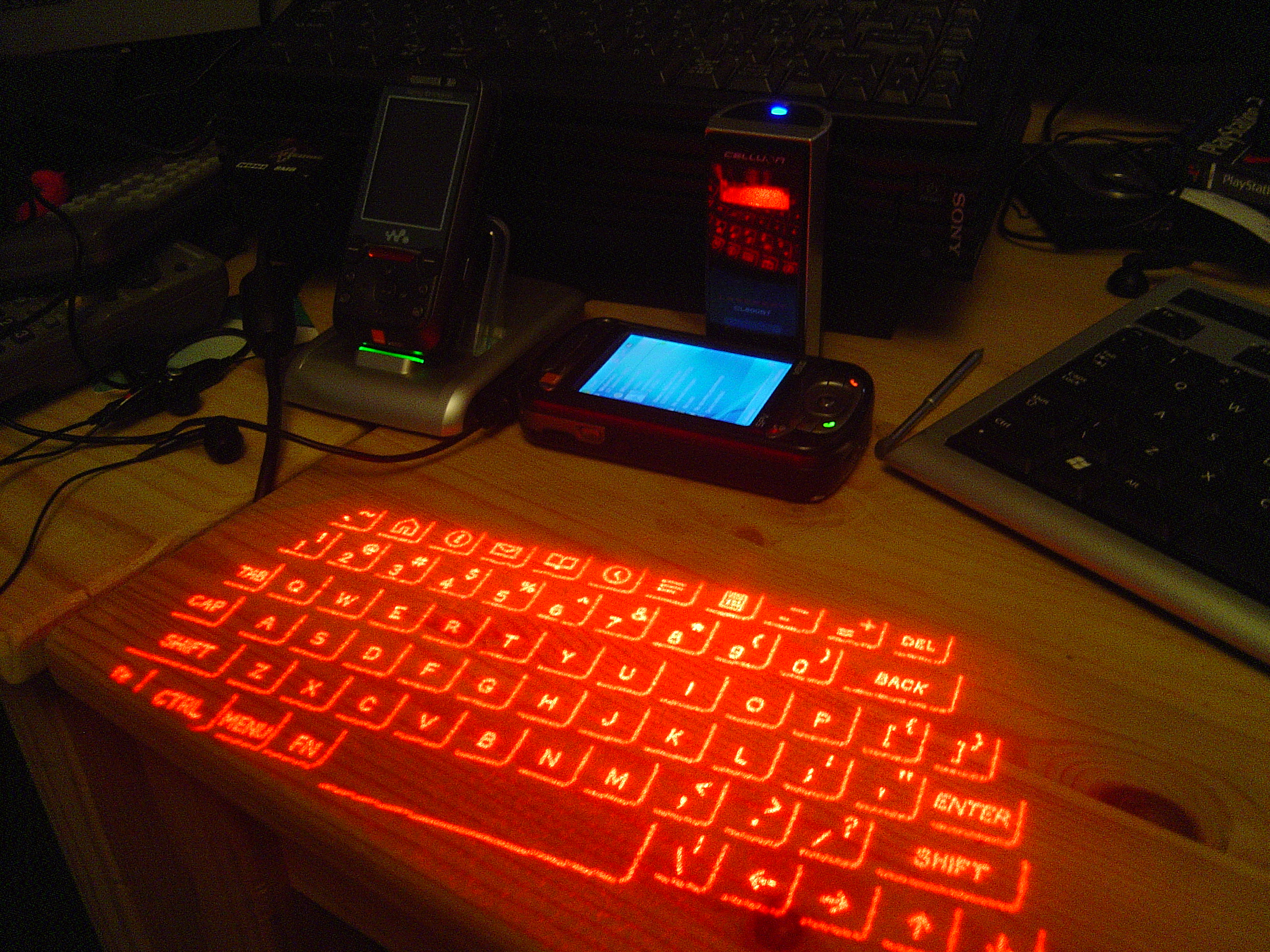

لوحة المفاتيح المُسقطة هي لوحة مفاتيح افتراضية التي يمكن أن تُسقط (تُسلّط) ومن ثمّ تُمسّ على أيّ سطح.

## الاستعمال
تستعمل لوحة المفاتيح الافتراضية كبديل للوحة المفاتيح التقليدية وكبديل أيضاً للفأرة.